# گلابی برگ‌بادامی
گلابی برگ‌بادامی (Pyrus amygdaliformis) گیاهی از خانواده گلسرخیان است. این گیاه بومی مناطق مدیترانه‌ای جنوب اروپا و همچنین غرب آسیا است. ارتفاع این درخت ۳ تا ۱۰ متر است. گلابی برگ‌بادامی در فروردین و اردیبهشت شکوفه‌های سفید می‌دهد. میوه این درخت تلخ و گس است. گلابی برگ‌بادامی حاصل پیوند گلابی اروپایی و گلابی اروپایی وحشی است.